# Wydział Prawa Kanonicznego Uniwersytetu Papieskiego Jana Pawła II w Krakowie
Wydział Prawa Kanonicznego Uniwersytetu Papieskiego Jana Pawła II w Krakowie – jeden z sześciu wydziałów Uniwersytetu Papieskiego Jana Pawła II w Krakowie (UPJPII), utworzony w 2014.
Jego siedziba znajduje się w kamienicy przy ul. Kanoniczej 9  w Krakowie.

## Geneza i powstanie
Wydział nawiązuje do najstarszych tradycji uniwersyteckiego nauczania prawa kanonicznego w Krakowie. U ich początków znajduje się akt fundacyjny króla Kazimierza Wielkiego z 12 maja 1364 tworzący wydział prawa Uniwersytetu Krakowskiego, w którym znalazły się trzy katedry prawa kanonicznego.
19 marca 2014 dekretem Kongregacji ds. Edukacji Katolickiej Stolicy Apostolskiej utworzono Wydział Prawa Kanonicznego UPJPII, ukształtowany na bazie wcześniej istniejącego w tym Uniwersytecie Instytutu Prawa Kanonicznego.

## Władze Wydziału
Kadencja 2024–2028:
- Dziekan: ks. dr hab. Andrzej Wójcik[2]

## Struktura organizacyjna
- Katedra Kanonicznego Prawa Małżeńskiego – kierownik: ks. dr hab. Piotr Majer, prof. UPJPII
- Katedra Kanonicznego Prawa Procesowego – kierownik: ks. prof. dr hab. Tomasz Rozkrut
- Katedra Norm Ogólnych i Teorii Prawa – kierownik: o. prof. dr hab Piotr Kroczek
- Katedra Prawa Osobowego i Ustroju Kościoła – kierownik: ks. dr hab. Andrzej Wójcik[3]

## Prowadzone studia
Jednostka prowadzi jednolite studia magisterskie na kierunku prawo kanoniczne. Jednostka posiada prawo nadawania tytułu licencjata prawa kanonicznego, który uzyskuje się równocześnie z tytułem magistra. Uprawnienie to ma podstawę w decyzji Stolicy Apostolskiej.

## Czasopismo Wydziału
Periodykiem naukowym wydziału jest rocznik „Annales Canonici”.